# Encounter RTL Compiler
Encounter RTL Compilerは、米ケイデンス・デザイン・システムズ社が開発した論理合成ソフトウェアである。

## 概要
ハードウェア記述言語(HDL)で記述された論理回路定義を論理ゲートレベル回路に変換するための論理合成ツールの一つである。
合成手法の特徴としてトップダウン論理合成手法を推奨している。これは大規模設計に対して実用的な処理スピードを有していることを根拠としている。
第13回LSI・オブ・ザ・イヤーの設計環境/開発ツール部門で本製品群である「Encounter RTL Compiler GXL」が優秀賞を受賞している。
しかしながら、現時点で論理合成ツールは米シノプシス社が開発・販売しているDesign Compilerがデファクトスタンダードとなっているという見解が一般的である。